# Luis Araneda Jorquera
Luis Antonio Araneda Jorquera (Santiago, Chile, 9 de abril de 1953) es un exfutbolista chileno. Jugó de delantero en diversos equipos Chile. 
Se hizo conocido por los hinchas de Colo-Colo, equipo donde se formó futbolísticamente y con el cual, ganó el campeonato chileno de 1970, y la Copa Chile de 1974, donde marcó 9 goles por Colo-Colo, uno en el partido de desempate en semifinales frente a Huachipato, donde ganaron 2-1; y dos goles en la final frente a Santiago Wanderers, donde ganaron 3-0.

## Selección nacional
Fue internacional con la Selección de fútbol de Chile entre los años 1974 y 1976, jugando cuatro partidos oficiales. Registra en su estadística dos goles marcados.

### Participaciones en Copa América
| Copa              | Sede              | Resultado     | Partidos | Goles |
| ----------------- | ----------------- | ------------- | -------- | ----- |
| Copa América 1975 | Sin sede definida | Primera Ronda | 2        | 2     |

## Clubes
| Club                       | País    | Año       |
| -------------------------- | ------- | --------- |
| Colo-Colo                  | Chile   | 1970      |
| Green Cross Temuco         | Chile   | 1971      |
| Lota Schwager              | Chile   | 1972-1973 |
| Colo-Colo                  | Chile   | 1974-1977 |
| Audax Italiano             | Chile   | 1978      |
| Santiago Morning           | Chile   | 1979      |
| Liga Deportiva Estudiantil | Ecuador | 1980      |
| Trasandino                 | Chile   | 1981      |
| Everton                    | Chile   | 1982-1983 |
| San Luis de Quillota       | Chile   | 1984-1985 |
| Deportes Valdivia          | Chile   | 1985      |
| Soinca Bata                | Chile   | 1986-1987 |
| Deportes Maipo             | Chile   | 1988      |